# José Afonso Pereira
José Afonso Pereira (Chaves, Santa Maria Maior, 26 de Fevereiro de 1871 – Lisboa, Anjos, 15 de Agosto de 1965), foi um militar do Exército Português e administrador colonial, por cujos serviços recebeu, entre outras condecorações, a medalha de ouro de serviços distintos ou relevantes no Ultramar “Homenagem Nacional aos Heróis da Ocupação do Império – 1943”.

## Biografia
José Afonso Pereira nasceu a 26 de Fevereiro de 1871, freguesia de Santa Maria Maior, concelho de Chaves, actual distrito de Vila Real. Foram seus padrinhos, José Manuel Torrão, proprietário, e sua irmã, Antónia Rita; e faleceu em Lisboa, freguesia dos Anjos, a 15-8-1965.

Filho legítimo de Rodrigo Afonso Pereira, sargento quartel mestre, e contra-mestre de música n.º 372, e de sua mulher Ana Joaquina, e legítimo neto paterno do capitão-mor das ordenanças de Paredes de Coura, Francisco António Soares de Figueiroa Lira e Castro e de sua mulher, Tomázia Joaquina de Sousa Sotto-Mayor Pereira Lira e Castro.

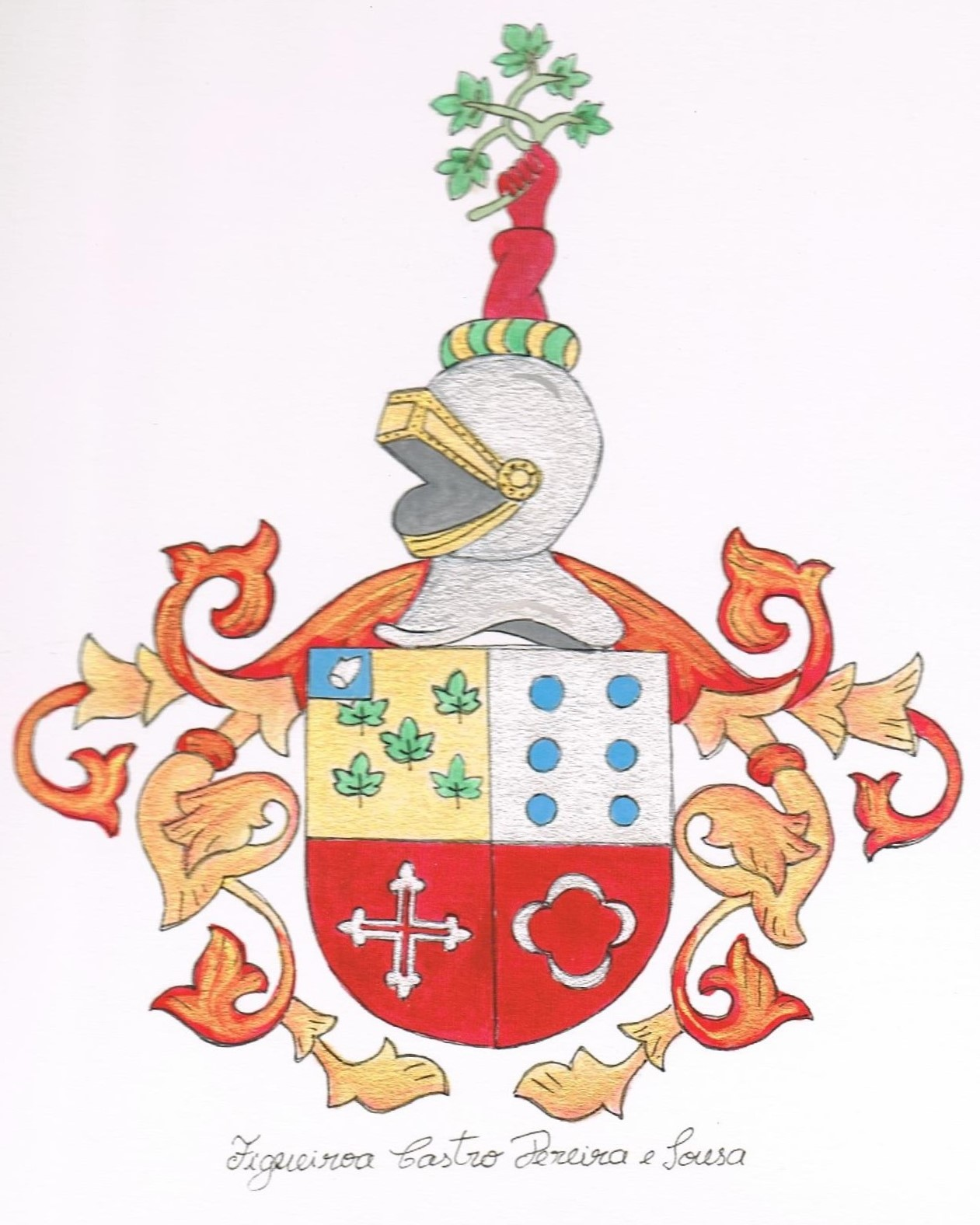
Brasão pertencente a Francisco António Soares de Figueiroa Lira e Castro, desenhado e pintado por Carlota Menezes

O seu avô paterno, foi proprietário da Quinta de Valverde, em Arcos de Valdevez, da Quinta de Santa Bárbara de Pantanhas, e da Quinta do Pinhão, ambas em Paredes de Coura; e foi fidalgo de cota de armas por carta de 29-04-1795, e novamente por carta de 23-05-1806, por descender das nobres e ilustres Famílias dos apelidos dos Soares, Figueiroas, Figueiredos, Castros, Pinheiros (de Tristão Gomes Pinheiro), Pereiras, e Sousas, afirmando ainda as testemunhas inquiridas no seu processo de justificação de nobreza descender de Pedro de Castro e de Fernão de Castro, alcaides mores que foram de Melgaço e Castro Laboreiro.
José Afonso Pereira, casou em Chaves, Santa Maria Maior, a 23-08-1890, com Carmelina da Glória de Morais, natural de Chaves, Santa Maria Maior, de quem teve seis filhas e quatro filhos, entre as quais: Irene da Encarnação de Morais Pereira e Carmelina da Glória de Morais Pereira, ambas casadas em primeiras e segundas núpcias, respectivamente, com o Vice-Almirante, Fernando de Quintanilha e Mendonça Dias.
José Afonso Pereira morreu a 15 de Agosto de 1965 em Lisboa.

## Carreira
José Afonso Pereira, major de infantaria, ocupou os seguintes cargos:
- Comandante das colunas encarregadas da ocupação da zona Norte do Sôsso e das regiões do Tando, Mocaba e região Sul do Posto "31 de Janeiro", no Distrito do Congo, a 2-12-1916;
- encarregado do governo do Congo, em 1917;
- governador do Moxico, em 1919;
- capitão-comandante da 1.ª Companhia Indígena[9];
- capitão-mor da Damba.

## Condecorações
Obteve as seguintes condecorações:
- Medalha Militar de Prata da Classe de Valor Militar, em 1905;
- Louvor pelo arrojado esforço, tenacidade e abnegação demonstrados com que, como Tenente, comandou uma diligência em 4-07-1913, tendo capturado os chefes de quadrilha: Tatobá Irbá Ranes Sar Dessai e Babló Dessai, na Índia;
- Medalha Militar de Ouro da Classe de Bons Serviços, em 1915
- Medalha Militar de Ouro da Classe de Comportamento Exemplar, em 1919
- Comendador da Ordem Militar de Avis, em 5 de Outubro de 1921;[10]
- Vários louvores atribuídos pelas suas acções heróicas realizadas nos territórios ultramarinos;
- Medalha de ouro de serviços distintos ou relevantes no Ultramar “Homenagem Nacional aos Heróis da Ocupação do Império – 1943”[9].